# Agustí Vila
Agustí Vila (Barcelona, 1961) és un director de cinema, guionista, realitzador de televisió i dramaturg català.

## Biografia
Agustí Vila nasqué el 1961 a la capital catalana. Va estudiar filologia espanyola a la Universitat de Barcelona abans de dirigir-se cap al món del cinema.
Després del curtmetratge El hombre de cristal realitzat el 1993, la seva primera pel·lícula famosa, un altre curtmetratge, va sortir al mercat el 1996: "Ábreme la puerta", que va guanyar diversos premis nacionals i internacionals. Després d'incursions en la televisió i cinema català va rodar en 2010 La mosquitera, pel·lícula amb la qual l'actriu Emma Suárez va optar al Premi Goya a la millor actriu.

## Filmografia

### Director
- La mosquitera (2010)
- Jean Leon (documental) (2006)
- Pagats per riure (sèrie de televisió, 2001)
- Un banco en el parque (1999)
- Nova ficció (sèrie de televisió, 1997)
- Alícia i el lloro (1997)
- Ábreme la puerta (curtmetratge, 1996)
- El hombre de cristal (1993)

### Guionista
- La mosquitera (2010)
- Jean Leon (documental) (2006)
- Pagats per riure (sèrie de televisió, 2001)
- Un banco en el parque (1999)
- Nova ficció (sèrie de televisió, 1997)
- Alícia i el lloro (1997)
- Ábreme la puerta (curtmetratge, 1996)

### Dramaturg
- La finestra tancada, estrenada al Teatre Lliure (Barcelona)

## Premis i nominacions

### Nominacions
- 2011: Gaudí al millor guió per La mosquitera